# سوئز (فیلم)
«سوئز» (انگلیسی: Suez) فیلمی در ژانر رمانتیک به کارگردانی آلن دوان است که در سال ۱۹۳۸ منتشر شد.

## بازیگران
- تایرون پاور
- لرتا یونگ
- آنابلا
- لیون امس
- جوزف شیلدکات
- میلز ماندر
- نایجل بروس
- سیدنی بلکمر
- رافائلا اوتیانو
- سی. مانتگیو شا